# إدي مكجورتي
إدي مكجورتي (بالإنجليزية: Eddie McGoorty) مواليد 31 يوليو 1889 في ويسكونسن، الولايات المتحدة - الوفاة 02 نوفمبر 1929، كان ملاكم محترف أمريكي صنّف ضمن فئة الوزن المتوسط.

## إحصائيات
خاض خلال مسيرته 133 نزالا، فاز في 89 وتعادل في 19 وخسر في 25. فاز بالضربة القاضية في 43 نزالا.

## روابط خارجية
- إدي مكجورتي على موقع بوكس ريك (الإنجليزية) (registration required)